# Équilibrage (mécanique)
Pour les articles homonymes, voir Équilibrage.
 (août 2012).
Si vous disposez d'ouvrages ou d'articles de référence ou si vous connaissez des sites web de qualité traitant du thème abordé ici, merci de compléter l'article en donnant les références utiles à sa vérifiabilité et en les liant à la section « Notes et références ».
L'équilibrage est une technique pour stabiliser une pièce qui dispose d'un axe de rotation. Il existe deux types d'équilibrage : l'équilibrage statique (en l'absence de rotation) et l'équilibrage dynamique (lorsque le mobile tourne sur son axe principal).

## Définition
« Un solide est dit équilibré lors de sa rotation autour d'un axe fixe si, et seulement si, son centre de masse est sur l'axe de rotation et l'axe de rotation est un axe principal d'inertie pour ce solide. »
L'équilibrage est une opération qui consiste à contrôler et corriger la répartition des masses sur un mobile pour s'assurer que le balourd résiduel se situe dans les limites acceptables.

## Types
L'équilibrage d'une machine tournante peut être requis ou non, suivant la vitesse de rotation couplée aux caractéristiques inertielles de la pièce considérée, du niveau de balourd résiduel admissible mais aussi d'autres paramètres tels que les raideurs et amortissements des paliers supportant la pièce en rotation. Des classes d'équilibrage sont ainsi définies suivant des normes, notamment ISO. Selon les conditions d'équilibrage requises, l'équilibrage statique peut être suffisant ou non. En effet, pour corriger un balourd, il existe deux types d'équilibrage : l'équilibrage statique et l'équilibrage dynamique.

### Équilibrage statique
Un solide doté d'un axe de rotation est équilibré statiquement si, quelle que soit la position angulaire dans laquelle il est positionné, la gravité ne le fait pas bouger. Son axe de rotation ne devant alors pas être vertical et les frottements connus. L'équilibrage statique consiste à placer le centre de gravité du solide étudié sur son axe de rotation.
Un cylindre homogène de section circulaire est équilibré statiquement par rapport à son axe seulement si son axe de rotation est situé au centre de gravité. Ce même cylindre est équilibré statiquement par rapport à tout axe passant par le centre de gravité du cylindre.
La correction d'un statique se fait sur une zone de correction, on crée alors un couple antagoniste au couple existant. Deux balourds opposés s'annulent d'un point de vue statique mais pas nécessairement d'un point de vue dynamique.

### Équilibrage dynamique
L'équilibrage dynamique consiste à faire coïncider l'axe de rotation du solide avec un de ses axes principaux d'inertie.
L'équilibrage dynamique s'effectue en mettant à zéro les produits d'inertie (c'est-à-dire les valeurs qui ne figurent pas dans la diagonale de la matrice d'inertie) du corps en question par rapport aux trois axes du même repère orthonormé. Il se pratique généralement par ajout ou enlèvement de matière (cf. masselotte d'équilibrage d'une roue).
L'équilibrage dynamique se réalise sur deux zones de correction, il corrige le dynamique et le voile.

## Emploi courant
Toutes les pièces mécaniques en rotation sont susceptibles de nécessiter un équilibrage, entre autres :
- le vilebrequin de moteur à explosion ;
- l'arbre de transmission d'un navire ;
- les rotors de broyeurs agricoles et forestiers ;
- les turbines et ventilateurs industriels[4] ;
- les rouleaux de papeterie ;
- les roues d'un véhicule.